# Pterolophia parobliquata
Pterolophia parobliquata là một loài bọ cánh cứng trong họ Cerambycidae.